# 니즈니노브고로드주

니즈니노브고로드주의 소형 국장

니즈니노브고로드주(러시아어: Нижегородская область Nizhegorodskaya oblast'[*])는 러시아의 연방주체 (주)이다. 그것의 행정중심은 니즈니노브고로드의 도시이다. 2021년 인구 조사에 따르면 인구는 3,119,115명이다.  1932년부터 1990년까지는 고르코브스카야주(러시아어: Горьковская область)로 알려졌다.
이 지역은 볼가강이 가로지르고 있다. 니즈니노브고로드의 수도권 지역(제르진스크, 보르 및 크스토보 포함) 외에 가장 큰 도시는 아르자마스이다. 사로프 마을 근처에는 러시아에서 가장 큰 수도원 중 하나인 세라피모디베옙스키 수도원이 있고, 사로프의 성 세라핌이 세웠다. 리스코보 마을 맞은편에 있는 마카리예프 수도원은 예전에 동유럽에서 가장 큰 박람회가 열렸던 곳이었다. 기타 역사적인 도시로는 고로데츠와 발라크나가 있으며, 니즈니노브고로드 북쪽의 볼가에 위치해 있다.

## 지리
코스트로마주 (N), 키로프주 (NE), 마리옐 공화국 (E), 추바시야 공화국 (E), 모르도비야 공화국 (S), 랴잔주 (SW), 블라디미르주 (W), 이바노보주 (NW).

### 시간대
모스크바 시간 (MSK/MSD)에 놓여 있다. UTC와의 시차는 +0300 (MSK)/+0400 (MSD)이다.

## 주민
대부분이 러시아인이고, 타타르인, 우크라이나인, 모르드바인이 거주한다.
| 연도                | 인구      | ±%     |
| ------------------- | --------- | ------ |
| 1897                | 1,584,774 | —      |
| 1926                | 2,743,344 | +73.1% |
| 1939                | 3,565,000 | +30.0% |
| 1959                | 3,590,274 | +0.7%  |
| 1970                | 3,682,484 | +2.6%  |
| 1979                | 3,695,523 | +0.4%  |
| 1989                | 3,714,322 | +0.5%  |
| 2002                | 3,524,028 | −5.1%  |
| 2010                | 3,310,597 | −6.1%  |
| 2021                | 3,119,115 | −5.8%  |
| Source: Census data |           |        |

인구: 3,119,115 (2021년 인구 조사); 3,310,597 (2010년 인구 조사); 3,524,028 (2002년 인구 조사); 3,714,322 (1989년 인구 조사).

## 행정 구역

### 군
- 아르다놉스키군
- 아르자마스키군
- 발라흐닌스키군
- 보고로츠키군
- 볼셰볼딘스키군
- 볼셰무라시킨스키군
- 보르스키군
- 부투를린스키군
- 치칼롭스키군
- 달네콘스탄티놉스키군
- 디베옙스키군
- 가긴스키군
- 고로데츠키군
- 크냐기닌스키군
- 코베르닌스키군
- 크라스노바콥스키군
- 크라스노옥탸브리스키군
- 크스톱스키군
- 쿨레박스키군
- 루코야놉스키군
- 리스콥스키군
- 나바신스키군
- 파블롭스키군
- 페레보스키군
- 페르보마이스키군
- 필닌스키군
- 포친콥스키군
- 세체놉스키군
- 세묘놉스키군
- 세르가치스키군
- 샤훈스키군
- 샤란그스키군
- 샷콥스키군
- 소콜스키군
- 소스놉스키군
- 스파스키군
- 톤킨스키군
- 톤샤옙스키군
- 우렌스키군
- 바치스키군
- 밧스키군
- 바르나빈스키군
- 베틀루시스키군
- 볼로다르스키군
- 보로틴스키군
- 보스크레센스키군
- 보스네센스키군
- 빅순스키군